# Länsväg 244
De Zweedse weg 244 (Zweeds: Länsväg 244) is een provinciale weg in de provincie Örebro län in Zweden en is circa 52 kilometer lang.

## Plaatsen langs de weg
- Nora
- Gyttorp
- Grythyttan
- Hällefors

## Knooppunten
- Riksväg 50/Riksväg 68 bij Nora (begin)
- Länsväg 243 bij Gyttorp/Nora
- Länsväg 205 bij Grythyttan
- Riksväg 63 bij Hällefors (einde)